# Distrikt Rahuapampa
Der Distrikt Rahuapampa liegt in der Provinz Huari in der Region Ancash in West-Peru. Der Distrikt wurde am 11. Oktober 1957 gegründet. Er besitzt eine Fläche von 9,55 km². Beim Zensus 2017 wurden 741 Einwohner gezählt. Im Jahr 1993 lag die Einwohnerzahl bei 671, im Jahr 2007 bei 739. Die Distriktverwaltung befindet sich in der 2550 m hoch gelegenen Ortschaft Rahuapampa mit 521 Einwohnern (Stand 2017). Rahuapampa liegt 10 km ostsüdöstlich der Provinzhauptstadt Huari.

## Geographische Lage
Der Distrikt Rahuapampa liegt am rechten Flussufer des nach Nordosten strömenden Río Puchca zentral in der Provinz Huari.
Der Distrikt Rahuapampa grenzt im Süden an den Distrikt Huachis, im Nordwesten an den Distrikt Masin sowie im äußersten Nordosten an den Distrikt Pontó.